# هاچاکندی
هاچاکندی یک روستا در بخش مرکزی شهرستان اردبیل است که در دهستان غربی واقع شده‌است.